# بویوندا
بویوندا (روسی: Буюнда) یک رود در استان ماگادان کشور روسیه است.